# Chitrellina chiracahuae
Chitrellina chiracahuae es una especie de arácnido del orden Pseudoscorpionida de la familia Syarinidae.

## Distribución geográfica
Se encuentra en Arizona (Estados Unidos).